# 胡三極
胡三極（17世紀—1646年），字贊皇，浙江杭州府昌化縣人，明朝政治人物。

## 生平
胡三極個性聰穎而且忠孝，熟讀經史和春秋大義，抗論古今時口若懸河，寫作則兼具班固與馬融之長，下筆可至千言；崇禎十二年（1639年）他成為選貢，次年（1640年）成特用出身，獲授崞縣知縣，調任樂安縣，在兩地都有善政。隆武二年（1646年）清朝軍隊攻陷樂安，被擒後三次勸降也不理睬，說：「我今天可以在地下見到先帝就已足夠！」因此碎首而死，幕府諸生方尚賓同時殉死，樂安感嘆二人忠義而立祠祭祀。

## 引用
1. 1 2  民國《昌化縣志·卷十一·人物志》：胡三極，字贊皇，以崇禎己卯選元登庚辰特科進士，禔身忠孝不稍苟，性聰穎，淹貫經史，識春秋大義，抗論古今，如懸河倒峽而出，竟日不倦。為文兼班馬之長，援筆可至千言；初擢山西崞縣知縣，撫恤士民，善政不一。清兵下江西，城陷執之，諭降至再，三極曰：「吾今日得見先帝於地下，吾志畢矣！」遂碎首以死，時已諸生方尚賓在幕，以身殉焉，樂安人感其忠義，至今尸祝之。
2. ↑  錢海岳《南明史·卷一百四·列傳第八十》：胡三極，字贊皇，崇禎十五【十三】年特用。崞縣知縣調樂安，多善政。隆武二年，清兵至，被執。勸降者三，不應，曰：「得見先帝足已。」碎首死。邑人方尚賓，諸生，在幕，同死。